# Dispositivo intrauterino
El dispositivo intrauterino o diu es el método anticonceptivo reversible más frecuentemente usado en el mundo, —por más de 168 millones de mujeres en 2016, de las cuales más de dos tercios viven en China, donde es el método anticonceptivo más usado, incluso por delante de la esterilización—. 
El dispositivo intrauterino es un dispositivo especial que se coloca a través del cuello uterino. El más común está diseñado para liberar progesterona, hormona sexual que es producida por el mismo cuerpo.

## Historia del dispositivo intrauterino
La historia de los dispositivos intrauterinos se remonta a principios del siglo XX. A diferencia de los diu, los primeros dispositivos interuterinos atravesaban la vagina y el útero, lo que provocaba una alta tasa de enfermedad inflamatoria pélvica en un período en el que la gonorrea era más común. El primer diu fue desarrollado en 1909 por el médico alemán Richard Richter, de Waldenburg. Su dispositivo estaba hecho de intestino de gusano de seda y no se usaba mucho.
Ernst Gräfenberg, un médico alemán (que da nombre al punto G), creó en 1930 el primer diu de anillo, anillo de Gräfenberg, hecho de filamentos de plata. Su trabajo fue suprimido durante el régimen nazi, cuando la anticoncepción se consideraba una amenaza para las mujeres arias. Se mudó a los Estados Unidos, donde sus colegas H. Hall y M. Stone retomaron su trabajo después de su muerte, y crearon el anillo Hall-Stone de acero inoxidable. Un médico japonés llamado Tenrei Ota también desarrolló un diu plateado o dorado llamado Precea o anillo de presión.
Jack Lippes ayudó a iniciar el aumento del uso del diu en los Estados Unidos a fines de la década de 1950. En este tiempo, los termoplásticos, que pueden doblarse para su inserción y conservar su forma original, se convirtieron en el material utilizado para los diu de primera generación. Lippes también ideó la adición de la cuerda de nailon monofilamento, que facilita la extracción del diu. Su diu Lippes Loop de forma trapezoidal se convirtió en uno de los diu de primera generación más populares. En los años siguientes, se inventaron y comercializaron muchos dius de plástico de diferentes formas. Entre ellos se encontraba el infame Dalkon Shield, cuyo mal diseño causó infecciones bacterianas y dio lugar a miles de demandas. Aunque el escudo de Dalkon se retiró del mercado, tuvo un impacto negativo y duradero en el uso y la reputación del diu en los Estados Unidos. Lazar C. Margulies desarrolló el primer diu de plástico con termoplásticos en la década de 1960. Su innovación permitió la inserción del DIU en el útero sin la necesidad de dilatar el cuello uterino.
La invención del diu de cobre en la década de 1960 trajo consigo el diseño en forma de 'T' mayúscula utilizado por la mayoría de los DIU modernos. El médico Howard Tatum determinó que la forma de 'T' funcionaría mejor con la forma del útero, que forma una 'T' cuando se contrae. Él predijo que esto reduciría las tasas de expulsión de diu. Juntos, Tatum y el médico español Angel Sopeña Quesada descubrieron que el cobre podría ser un espermicida efectivo y desarrollaron el primer diu de cobre, TCu200. Las mejoras de Tatum llevaron a la creación del TCu380A (ParaGard), que actualmente es el diu de cobre preferido. Sopeña por su parte seguiría desarrollando mejoras del mismo hasta la década de los 90, siendo el dispositivo (Gold T) su última patente.
El diu hormonal también se inventó en las décadas de 1960 y 1970; inicialmente, el objetivo era mitigar el aumento del sangrado menstrual asociado con el cobre y los diu inertes. El primer modelo, Progestasert, fue concebido por Antonio Scommegna y creado por Tapani JV Luukkainen, pero el dispositivo solo duró un año de uso. Progestasert se fabricó hasta 2001. En el Reino Unido, existen siete tipos de diu de cobre, y solo a estos se les refiere como un diu. Los anticonceptivos uterinos hormonales son considerados una forma aparte de dispositivo anticonceptivo y son llamados sistemas intrauterinos.
La mayoría de los diu inertes no hormonales son plásticos y tienen un marco en forma de T que envuelve un alambre electrolítico puro y/o tiene collarines o mangas de cobre. El ParaGard, por ejemplo, mide 32 mm en la porción horizontal (el tope de la T) y 36 mm en dirección vertical. En algunos diu, como el Nova T 380, el cable de cobre puro tiene un centro de plata que ha sido usado para evitar que el alambre se rompa. Los brazos del marco mantienen al dispositivo en su posición cercano al fondo del útero. Los diu de cobre son cada vez más populares debido a que son más resistentes a la corrosión. El «DIU Gold T» inventado y fabricado en España por el Dr. Angel Sopeña Quesada, contiene un núcleo de oro que impide aún más la fragmentación del cobre por corrosión. Otras versiones como el GyneFix no tiene forma de T, sino que es un dispositivo sin marco compuesto por varios tubos de cobre. Todos los diu tienen un número asociado a sus nombres, el cual indica la superficie de área contenida por el cobre (en milímetros cuadrados) que provee el diu.

## Clasificación
Hay dos tipos principales de diu, el dispositivo intrauterino de cobre, también llamado bobina intrauterina, y el diu hormonal, que funciona por la liberación de progestágenos. 
En los Estados Unidos, por ejemplo, solo se producen dos tipos de DIU, el Paragard de cobre y el hormonal Mirena. En el Reino Unido, existen siete tipos de diu de cobre, y solo a estos se los denomina diu. Los contraceptivos uterinos hormonales son considerados una forma aparte de dispositivo anticonceptivo y son llamados sistemas intrauterinos.
La mayoría de los diu inertes no hormonales son plásticos y tienen un marco en forma de T que envuelve un alambre electrolítico puro y/o tiene collarines o mangas de cobre. El ParaGard, por ejemplo, mide 32 mm en la porción horizontal (el tope de la T) y 36 mm en dirección vertical. En algunos DIU, como el Nova T 380, el cable de cobre puro tiene un centro de plata que ha sido usado para evitar que el alambre se rompa. Los brazos del marco mantienen al dispositivo en su posición cercano al fondo del útero. Los diu de cobre son cada vez más populares debido a que son más resistentes a la corrosión. El «DIU Gold T» inventado y fabricado en España, contiene un núcleo de oro que impide aún más la fragmentación del cobre por corrosión. Otras versiones como el GyneFix no tiene forma de T, sino que es un círculo compuesto por varios tubos de cobre. Todos los diu tienen un número asociado a sus nombres, el cual indica la superficie de área contenida por el cobre (en milímetros cuadrados) que provee el diu.

## Efectividad

#### Diu de cobre
Todos los diu de segunda generación de cobre en forma de T tienen una tasa de fallo menor al 1 % cada año y una tasa de fallo acumulado por 10 años entre 2-6 %. Un ensayo a gran escala por la Organización Mundial de la Salud reportó un fallo acumulativo por 12 años para el T380A del 2,2 %, o una tasa de 0,18 % de fallos cada año durante 12 años, un valor equivalente a la ligadura de trompas que tiene un fallo por 10 años del 1,8 %. El GyneFix que carece del marco, también tiene un fallo menor que el 1 % cada año. A nivel mundial, los modelos más antiguos de diu con tasas de efectividad más altas han dejado de ser producidas por el mercado.

#### Diu hormonal
Según la Organización Mundial de la Salud, los diu de levonorgestrel son clasificados como "muy efectivos". La tasa de embarazo por cada 100 mujeres en un año es de 0,5 cuando se utiliza de forma constante y correcta, y de 0,7 cuando se utiliza de forma habitual.

## Mecanismo de acción
El dispositivo intrauterino debe ser introducido y extraído del útero por un profesional de la salud, normalmente un ginecólogo. El diu permanece en el útero continuamente mientras que no se desee el embarazo. Dependiendo del tipo de diu puede tener una permanencia y duración entre 3 y 15 años (el modelo de cobre T 380A es eficaz hasta por 14 años).
El diu es un producto sanitario por lo que deben cumplir los requisitos sanitarios establecidos a estos productos en cada país o región, en el caso de Europa deben llevar el marcado CE de conformidad.
La presencia del dispositivo en el útero estimula la liberación de leucocitos y prostaglandina en el endometrio, el cérvix y el útero, como parte de una reacción al cuerpo extraño. Estas sustancias dificultan el desplazamiento de los espermatozoides y los óvulos impidiendo que estos logren la fertilización. Se ha demostrado que los diu de cobre incrementa el efecto espermicida.
Los diu no poseen elementos protectores en contra de una enfermedad de transmisión sexual o la enfermedad pélvica inflamatoria. Los DIU no hormonales de cobre son considerados seguros durante la lactancia.
El diu no está pensado como un mecanismo abortivo dado que su efecto principal no es durante el proceso de implantación, sino durante la fertilización. A pesar de esto hay algunos estudios que sugieren que existe un efecto post fertilización, por ejemplo, previniendo la implantación.

## Contraindicaciones
La Organización Mundial para la Salud y su capítulo Criterios de Eligibilidad Médica para el Uso de Contraceptivos y la Facultad de Planificación Familiar y Salud Reproductiva del Colegio Real de Obstetras y Ginecólogos hacen un listado de las siguientes condiciones en las que la inserción de un diu no es usualmente recomendado (categoría 3) o condiciones donde un diu no debe ser insertado (categoría 4):
Categoría 3.
Condiciones donde los riesgos teóricos o comprobados por lo general son de mayor peso que las ventajas de la inserción de un diu:
- Puerperio entre 48 horas y 4 semanas por tener un aumentado riesgo de expulsión;

- Enfermedad trofoblástica gestacional benigna;
- Cáncer de ovario;
- Probabilidad individual elevada de una exposición reciente a gonorrea o clamidia transmitida sexualmente;
- SIDA (a menos que esté clínicamente bien establecida una terapia antirretroviral).

Categoría 4.
Condiciones que representan un riesgo no aceptable para la salud si se inserta un diu:
- El embarazo;
- Puerperio postparto séptico;
- Aborto inmediatamente post-séptico;
- Antes de una evaluación por un sangrado vaginal no explicado en la que se sospeche una enfermedad seria;
- Enfermedad trofoblástica gestacional maligna;
- Cáncer de endometrio;
- Distorsiones en la cavidad uterina por razón de fibromas uterinos o anormalidades anatómicas;
- Enfermedad inflamatoria pélvica actual;
- Cervicitis purulenta actual, infección por clamidia o gonorrea;
- Tuberculosis pélvica, malestares pélvicos.

Existe cierta preocupación en mujeres con sensibilidad al metal del cobre o níquel por la posibilidad de una reacción adversa al DIU. El metal usado es 99,99 % cobre, en el que un estudio encontró un máximo contenido de níquel del 0,001 %. Por razón de que el níquel tiene un elevado potencial alérgico, algunos investigadores sugieren que incluso esa minúscula cantidad puede llegar a ser problemática. Algunos informes presentan casos con dermatitis eccematosa y urticaria en un pequeño grupo de pacientes con dius de cobre o níquel por absorción sistémica. Sin embargo, la absorción diaria del metal es mucho menor a la absorción diaria del mismo metal en la dieta, por lo que muchos dermatólogos dudan de que los síntomas descritos en estos casos hayan sido causados por sensibilidad al metal.
A pesar de que las mujeres que nunca han dado a luz (nulíparas) tienen un mayor riesgo de efectos secundarios, esto no es una contraindicación para el uso de diu. Algunos profesionales de la salud prefieren insertar los dius durante la menstruación con el fin de verificar que la paciente no esté embarazada en el momento de la inserción. Sin embargo, los diu pueden ser insertados en cualquier día del ciclo menstrual, con la salvedad de que la paciente no esté embarazada o se sospeche la fecundación. La inserción puede resultar más cómoda durante la mitad del ciclo, cuando el cérvix está naturalmente dilatado.